# هيرا (مسارع جسيمات)

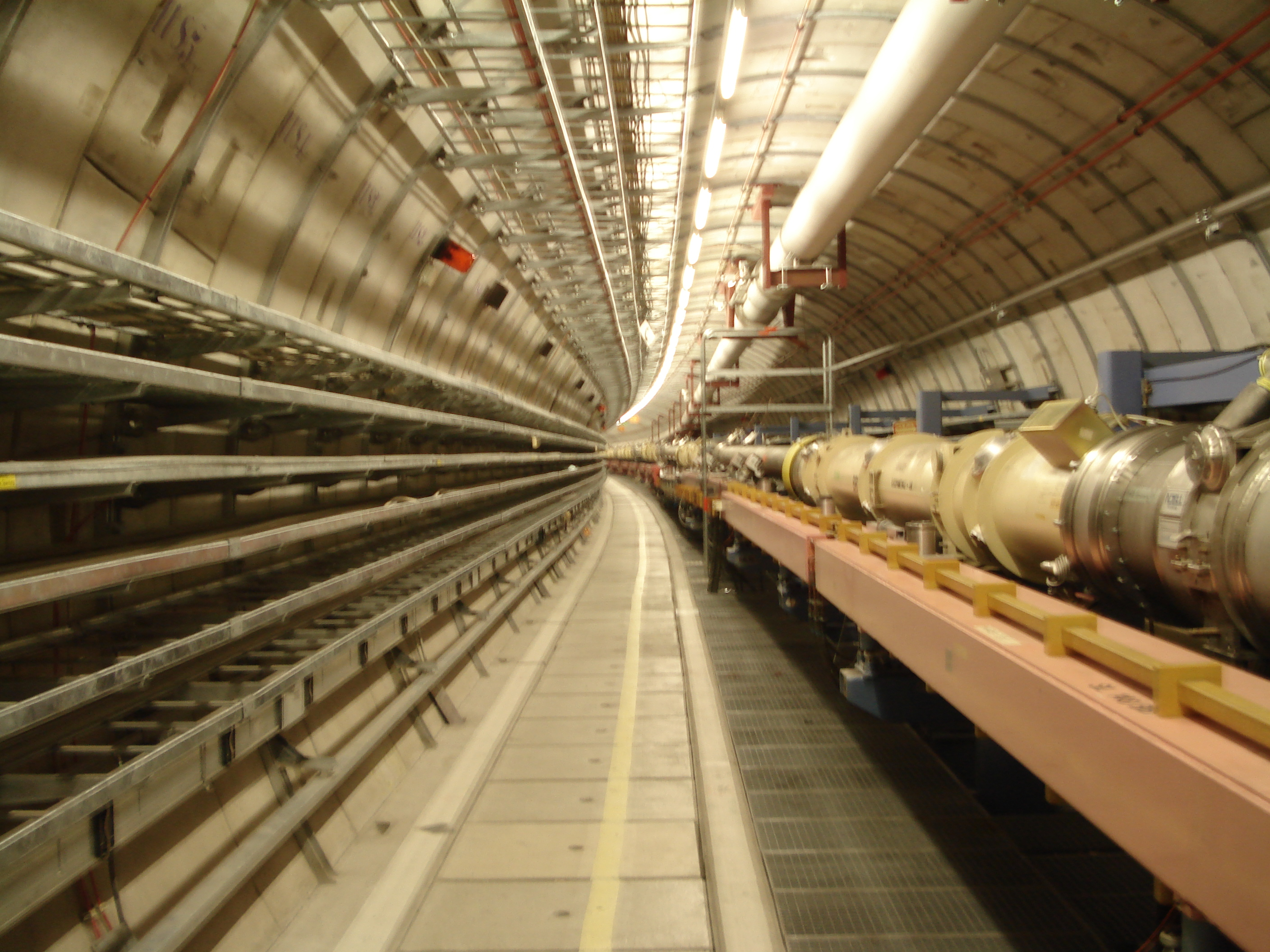
جزء صغير من نفق هيرا في مدينة هامبورج بألمانيا. تنتقل حزم البروتونات في الأنبوب المفرغ الكبير في المنتصف إلى اليمين، وأنبوب حزم الإلكترون أدنى من ذلك.

هيرا أو HERA (بالإنجليزية: Hadron-Electron Ring Accelerator)‏، (بالألمانية: Hadron-Elektron-Ringanlage) كان مسارعًا للجسيمات في ديزي في هامبورغ. بدأ العمل في عام 1992. في HERA، اصطدمت الإلكترونات أو البوزيترونات بالبروتونات في مركز طاقة كتلته 318 جيجا إلكترون فولت. كان مصادم ليبتون-بروتون الوحيد في العالم أثناء التشغيل. أيضًا، كان على حدود الطاقة في مناطق معينة من النطاق الحركي. أغلق المصادم هيرا في 30 يونيو 2007.
يقع مصادم الجسيمات هيرا تحت منتزه فولكس بارك بهامبورج ألمانيا القريب في نفق على عمق بعد حوالي 15 إلى 30 مترًا. تم تخزين اللبتونات والبروتونات في حلقتين تخزينتين فوق بعضهما البعض داخل هذا النفق. هناك أربع مناطق تم استخدامها في تجارب H1 و ZEUS و HERMES و HERA-B. كانت هذه التجارب عبارة عن أجهزة كشف للجسيمات.
تم تسريع اللبتونات (الإلكترونات أو البوزيترونات) إلى 450 ميجا إلكترون فولت في المعجل الخطي LINAC-II. وتم تسريعها إلى 7.5 جيجا إلكترون فولت قبل نقلها وادخالها إلى بترا ، حيث استمرت عملية تسريعها إلى 14 جيجا إلكترون فولت وخزنت في حلقة خاصة . الحلقة مجهزة بنظام مغناطيسي (غير فائق التوصيل).
تم الحصول على البروتونات من أيونات الهيدروجين سالبة الشحنة وتم تسريعها إلى 50 ميغا إلكترون فولت في معجل خطي. ثم تم حقنها في البروتون السنكروترون DESY-III وتسريعها إلى 7 جيجا إلكترون فولت. ثم تم نقلهم إلى بترا ، حيث تم تسريعهم إلى 40 جيجا إلكترون فولت. ووصلوا إلى طاقتهم النهائية البالغة 920 GeV. حلقة تخزين البروتونات تعمل بمغناطيسات فائقة لدوير البروتونات في مدار الخلقة الصحيح .
أصبح شعاع ليبتون في HERA مستقطبًا بشكل مستعرض بشكل طبيعي من خلال تأثير سوكولوف-ترنوف. كان الوقت اللازم لتشغيل المسرع HERA حوالي 40 دقيقة. غيرت دوارات الدوران على جانبي التجربة الاستقطاب العرضي للحزمة إلى استقطاب طولي.وامكن قياس استقطاب حزمة البوزيترون باستخدام عدادين مستقلين ، عداد قياس الاستقطاب المستعرض (TPOL) وعداد قياس الاستقطاب الطولي (LPOL). يستغل كلا العدادين المقطع العرضي للسبن (العزم المغزلي) المعتمد على تشتت كومبتون للفوتونات المستقطبة دائريًا من البوزيترونات لقياس استقطاب حزمة الجسيمات. كما تم تحسين مقياس الاستقطاب المستعرض في عام 2001 لتوفير قياس سريع لكل حزمة بوزيترون ، وتمت إضافة شريط السيليكون الحساس للموضع وعدادات ألياف وميضية scintillating-fibre detectors لاستكشاف التأثيرات الفيزيائية.
في 30 يونيو 2007 في تمام الساعة 11:23 مساءً ، تم إغلاق هيرا [5] وبدأ تفكيك التجارب الأربع. تم تحويل المسرع المسبق الرئيسي لـهيرا PETRA إلى مصدر إشعاع السنكروترون ، وهو يعمل تحت اسم PETRA-III منذ أغسطس 2010.

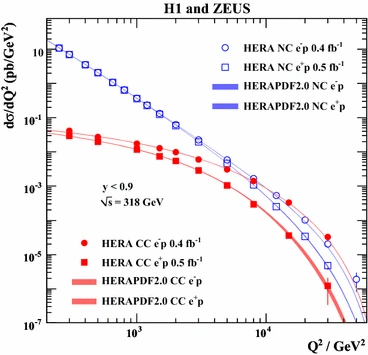
بعض نتائج دراسة التآثر كهروضعيف Electroweak interaction.